# Chopiniana

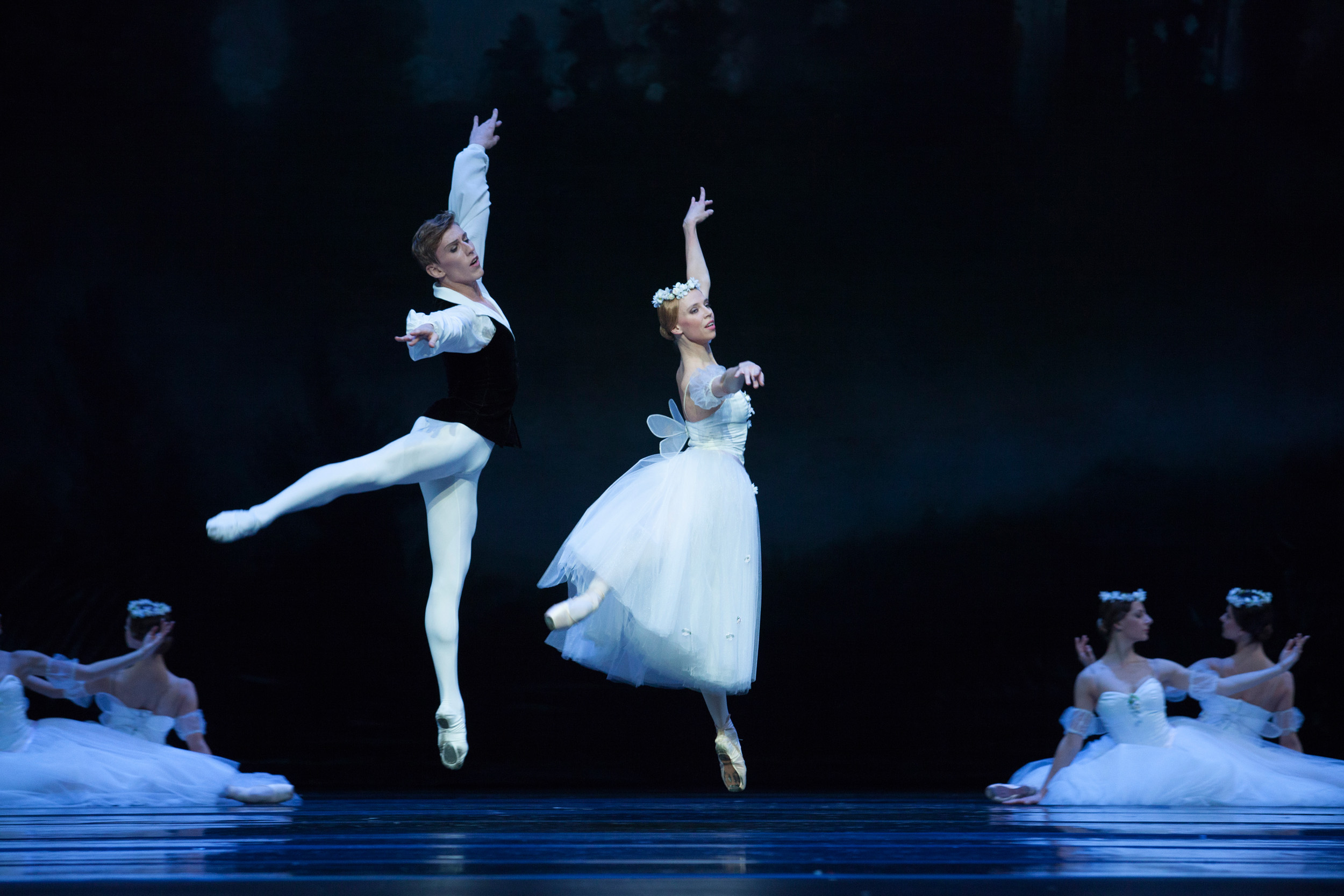
Chopiniana Michaiła Fokina w wykonaniu Polskiego Baletu Narodowego; soliści: Dagmara Dryl i Dawid Trzensimiech

Chopiniana – neoromantyczny balet Michaiła Fokina w I akcie do muzyki zbioru utworów fortepianowych Fryderyka Chopina, znany również pod tytułem Sylfidy.
Pierwotna wersja choreograficzna Michaiła Fokina, nigdy potem nie wystawiana, pojawiła się 10 lutego 1907 na scenie Teatru Maryjskiego w Petersburgu. Nosiła początkowo tytuł Tańce do muzyki Chopina i była dość niejednolitą stylistycznie suitą baletową do muzyki 5 utworów Fryderyka Chopina w wersji orkiestrowej Aleksandra Głazunowa. Wykorzystywała następujące kompozycje muzyczne:
- Polonez A-dur op. 40 nr 1,
- Nokturn F-dur op. 15 nr 1,
- Mazurek cis-moll op. 50 nr 3,
- Walc cis-moll op. 64 nr 2,
- Tarantela As-dur op. 43;

Ilustrowały one 5 obrazów tanecznych o zróżnicowanej tematyce.
W 1908 roku choreograf przygotował drugą wersję baletu w Teatrze Maryjskim, nadając mu teraz tytuł Balet do muzyki Chopina i podtytuł Reverie romantique. W grudniu tego roku Michaił Fokin przyjechał osobiście do Teatru Wielkiego w Warszawie, gdzie zrealizował polską premierę swojego baletu, tym razem już – w geście wobec polskiej publiczności – pod tytułem Chopiniana, dodając też do premierowego wieczoru inny swój balet Eunice, inspirowany powieścią Quo vadis Henryka Sienkiewicza. Od tego momentu tytuł Chopiniana zaczął obowiązywać również w Rosji, gdzie do dziś balet Fokina znajduje się w żelaznym repertuarze każdego zespołu baletowego.
Tytuł Sylfidy został nadany Chopinianom przez Siergieja Diagilewa, kiedy jego słynny zespół Ballets Russes wprowadził balet Fokina do swojego repertuaru z okazji występów gościnnych w Paryżu w czerwcu 1909 roku, korzystając z nowej orkiestracji Igora Strawinskiego, Nikołaja Czerepnina i Anatolija Ladowa. Dlatego na Zachodzie balet ten do dzisiaj wystawiany jest po tym właśnie tytułem, choć w różnych orkiestracjach utworów Chopina.
Ostateczna wersja baletu Michaiła Fokina, którą świat zalicza obecnie do arcydzieł choreograficznych wszystkich czasów, opiera się na 8 utworach Fryderyka Chopina:
- Polonez A-dur op. 40 nr 1,
- Preludium A-dur op. 28 nr 7,
- Nokturn As-dur op. 32 nr 2,
- Walc Ges-dur op. 70 nr 1,
- Mazurek D-dur op. 33 nr 2,
- Mazurek C-dur op. 67 nr 3,
- Walc cis-moll op. 64 nr 2,
- Walc Es-dur op. 18.

Chopiniana (także pod tytułem Sylfidy) kilkakrotnie powracały także na polskie sceny baletowe. 